# Склопластик
Склопластик — це композитний матеріал, що складається з двох основних компонентів: синтетичного зв'язуючого і скляного волокна (наповнювача). Суть виготовлення склопластику полягає в тому, що в рідку смолу вводять скловолокно, а потім смолу піддають твердінню. Синтетичне зв'язуюче додає монолітність і забезпечує стабільність форми готового склопластику; забезпечує використання високої міцності скловолокна шляхом рівномірного розподілу зусиль між волокнами і забезпечення їхньої стійкості, захист волокон від атмосферних і інших зовнішніх впливів; сприймає частину зусиль, що виникають в експлуатаційних умовах.

## Основні відомості
Склопластик виробляється на основі наповнювача, в якості якого використовуються скляні нитки, тканини, волокна. Саме наповнювач створює каркас для матеріалу і відповідає за якість склопластику: наскільки він міцний, чи може чинити опір при розриві або вигині. До складу склопластику входять також і полімерні речовини. Як такі матеріали використовують поліаміди, полікарбонати, епоксиди і поліефірні смоли. Зараз у склопластиках найчастіше використовують термореактивні смоли (поліефірну, епоксидну, фенолформальдегідну) з різними добавками, що модифікують, поліпшуючі технологічні й експлуатаційні властивості склопластику. Сполучна речовина відповідає за експлуатаційні якості склопластику, такі як: низька теплопровідність, антикорозія, діелектричність, пружність.

## Історія
Перший патент по скловолокну був виданий прусському винахіднику Герману Хаммесфару в США в 1880 році, хоча вироблялося багато років і до того.
Масове виробництво скляних ниток було випадково виявлено в 1932 році, коли дослідник Геймс Слейтер (США) направив струмінь стисненого повітря на потік розплавленого скла і справив волокна. Патент на цей метод виробництва скловати був вперше поданий в 1933 році. 
Відповідна смола для об'єднання скловолокна з пластиком з метою отримання композитного матеріалу була розроблена в 1936 році компанією Du Pont. Першим предком сучасних поліефірних смол є смола Cyanamid (1942 рік). На той час використовувалися системи затвердіння пероксидом. Завдяки поєднанню скловолокна і смоли газовий склад матеріалу був замінений пластиком. Це знизило ізоляційні властивості до значень, типових для пластику, але тепер композит вперше показав велику міцність і перспективність як конструкційний і будівельного матеріалу. Відтоді почало набирати популярність поняття "склопластик".
Рею Гріну з Owens Corning приписують створення першого човна зі склопластику в 1937 році, але в той час він не просувався далі через тендітної природи використовуваного композиту. Повідомлялося, що в 1939 році РССРпобудув пасажирське судно з пластмасових матеріалів( типова російська брехня), а Сполучені Штати - фюзеляж і крила літака. Першим автомобілем з кузовом зі склопластика був прототип Stout Scarab 1946, але ця модель не пішла у виробництво.

## Виробництво
Склопластик - надзвичайно універсальний матеріал завдяки своїй легкій вазі, внутрішньої міцності, стійкості до погодних умов і різноманітності текстур поверхні. 
З склопластиків зокрема виготовляють труби, що витримують великий гідравлічний тиск і не піддаються корозії, корпуси ракетних двигунів твердого палива, літаків та автомобілів, човнів,  маломірних суден, водних атракціонів, а особливі сорти використовуються навіть в складі композитної броні танків та іншої військової техніки.  
Склопластик активно використовується на ринку житлового будівництва для виробництва покрівельних ламінатів, дверей, розсувних конструкцій, навісів, вікон, профілів, басейнів, димарів, архітектурні декори та статуї. 
Труби і трубчасті конструкції отримують намотуванням просоченого сполучною (смола + затверджувач + добавки) скловолокна, на обертову оправку (найчастіше сталеву) з наступним затвердінням і розпресування (зняттям намотаною труби зі сталевою оправлення). Якщо діаметр труби великий, то технічно і економічно доцільно використовувати склопластикове оправлення.
Стійкість до дії хімікатів і експлуатаційні показники склопластику використовуються в різноманітних виробах для експлуатації їх у сотнях найрізноманітніших хімічних середовищах.

## Безпека для здоров'я
Склопластик у вигляді виготовлених застиглих виробів є безпечним, а переважна більшість досліджень вивчає вплив на здоров'я людини парів смол та скловолокно під час роботи з ними - до затвердіння, або окремих складових, що не можна назвати склопластиком.
У червні 2011 року Національна токсикологічна програма США (NTP) вилучила зі свого звіту про канцерогени всю біорозчинну скловату, яка використовується в ізоляції будинків і будівель, а також для неізоляційних виробів. Проте NTP вважає волокнистий скляний пил «розумно передбачуваним [як] канцерогеном для людини (деякі волокна скловати (вдихані))». Подібним чином Каліфорнійський офіс оцінки небезпеки для здоров’я навколишнього середовища (OEHHA) опублікував у листопаді 2011 року зміни до свого списку Пропозиції 65, щоб включити лише «Скловатні волокна (вдихані та біостійкі)». Дії NTP США та OEHHA Каліфорнії означає, що етикетка із застереженням про рак для ізоляції будинків і будівель з біорозчинного скловолокна більше не потрібна відповідно до федерального законодавства чи законодавства Каліфорнії. У жовтні 2001 року Міжнародне агентство з дослідження раку (IARC) перекласифікувало всю скловату, яка зазвичай використовується для тепло- та звукоізоляції, як некласифіковану щодо канцерогенності для людини (група 3).
Європейський Союз і Німеччина класифікують синтетичні скловолокна як можливо або ймовірно канцерогенні, але волокна можуть бути звільнені від цієї класифікації, якщо вони пройдуть спеціальні тести. Докази для цих класифікацій насамперед отримані з досліджень на експериментальних тваринах і механізмів канцерогенезу. Епідеміологічні дослідження скловати були розглянуті групою міжнародних експертів, скликаною IARC. Ці експерти дійшли висновку: «Епідеміологічні дослідження, опубліковані протягом 15 років з моменту попереднього огляду монографій IARC щодо цих волокон у 1988 році, не надають жодних доказів підвищеного ризику раку легенів або мезотеліоми (рак внутрішньої оболонки порожнин тіла) через професійний вплив під час виробництва. цих матеріалів та недостатні загальні докази будь-якого ризику раку».
Наукові дані показують, що склопластик є безпечним для виробництва, встановлення та використання, якщо дотримуються рекомендованих методів роботи для зменшення тимчасового механічного подразнення.
Під час затвердіння смол виділяються пари стиролу. Вони подразнюють слизові оболонки та дихальні шляхи. Таким чином, Указ про небезпечні речовини в Німеччині диктує максимальну межу професійного впливу 86 мг/м³. У певних концентраціях може виникнути потенційно вибухонебезпечна суміш. Подальше виробництво компонентів GRP (шліфування, різання, пиляння) утворює дрібний пил і стружку, що містить скляні нитки, а також липкий пил у кількостях, достатньо високих, щоб вплинути на здоров’я та функціональність машин і обладнання. Для забезпечення безпеки та ефективності необхідна установка ефективного обладнання для відведення та фільтрації.